# بزرگراه (فیلم ۲۰۰۲)
«بزرگراه» (انگلیسی: Highway (2002 film)) فیلمی در ژانر جنایی و درام به کارگردانی جیمز کاکس است که در سال ۲۰۰۲ منتشر شد.

## بازیگران
- جرد لتو
- جیک جیلنهال
- سلما بلیر
- جان کریستوفر مک‌گینلی
- جرمی پیون
- ام. سی. گاینی
- آردن میرین
- مارک روستون
- فرنسیس استرنهیگن
- کنراد گود